# Тривожна неділя
«Тривожна неділя» (рос. «Тревожное воскресенье») — радянський художній гостросюжетний фільм 1983 року, режисера Рудольфа Фрунтова.

## Сюжет
У порту чорноморського міста пришвартувався ліберійський танкер «Гент». На судно спрямована ремонтна бригада, що складається з трьох досвідчених слюсарів і юного практиканта, для усунення дрібної несправності. У цей момент на борту виникає пожежа. Робітники й механік судна, нащадок російських емігрантів (син бійця французького Спротиву) опинилися в полоні вогню в трюмі судна. Слюсарі й механік, досвідчені чоловіки, оточують практиканта турботою і підтримкою: коли він непритомніє, вони ніжно тримають його на руках. Розлив нафти загрожує спалахом і катастрофою для всього порту. На допомогу місцевим пожежникам поспішає колона пожежних машин з Бєлодольска, але дорогу їй перегороджує важкий панелевоз, що перекинувся через небезпечний маневр водія-лихача.
Прибулим на місце радянським пожежникам належить вирішити складне завдання. Начальник загону пожежної охорони підполковник Чагін приймає ризиковане рішення підірвати борт судна, щоб виправити небезпечний крен судна. За пожежею стежить голова міськвиконкому Анна Головіна, один з робітників в трюмі — її син. Дізнавшись про це, вона не подає вигляду, а займається евакуацією дитячих установ. Капітан Земцов, що переживає сімейну драму, пробирається до замкнених в трюмі робітників. Дізнавшись, що Головіну погано, він віддає свій апарат і вибирається на палубу корабля, але, отруївшись димом, непритомніє. Його витягують і відвозять в госпіталь. Чагін пробиває борт, крен виправляється, бєлодольська колона, що прибула, починає успішну пінну атаку, гасить пожежу на судні й рятує всіх заблокованих робітників.

## У ролях
- Клара Лучко — Головіна Анна Степанівна, голова міськвиконкому
- Еммануїл Віторган — Чагін Ігор Павлович, підполковник внутрішньої служби, начальник загону пожежної охорони
- Олександр Бєлявський — майор внутрішньої служби Істомін, заступник Чагіна
- Сергій Мартинов — Сергій, бригадир судноремонтників
- Георгій Корольчук — капітан внутрішньої служби Земцов, оперативний черговий загону пожежної охорони
- Рубен Симонов — Карен Малоян, співробітник портової пожежної охорони
- Тетяна Ташкова — Таня Земцова
- Тетяна Божок — Олена Чагіна
- Всеволод Сафонов — місьє Марсінель, капітан танкера «GENT»
- Сергій Балабанов — Костянтин Вялих, син Головіної
- Віктор Зозулін — Поль Намюр, механік танкера «GENT»
- Лев Поляков — Чолобов, начальник портової пожежної охорони
- Олександр Январьов — Петро Гонтар, судноремонтник
- Ромуальдас Раманаускас — член іноземної делегації
- Ольга Катаєва — Кіра, сержант внутрішньої служби, коханка Чагіна
- Віктор Косих — Коля, судноремонтник
- Володимир Литвинов — штурман танкера «GENT»
- Михайло Бочаров — черговий на пожежній станції
- Інна Виходцева — завідувач дитячого саду
- Данило Нетребін — полковник внутрішньої служби Комигін, начальник управління пожежної охорони при УВС області
- Ольга Сіріна — дружина Карена
- Віктор Шульгін — епізод

## Знімальна група
- Режисер: Рудольф Фрунтов
- Сценаристи: Борис Медовой, Рудольф Фрунтов, Анатолій Левітов
- Оператор: Костянтин Супоницький
- Композитор: Михайло Зів
- Художник: Борис Царьов